# Massorète
Pour les articles homonymes, voir Mouvement Massorti et Texte massorétique.
Les massorètes (hébreu בעלי המסורה ba'alei hamassora, « maîtres de la tradition ») deviennent les transmetteurs de la Massorah, la tradition de transmission qui se veut fidèle de la forme textuelle de la Bible hébraïque, ainsi que de ses nuances de prononciation et de vocalisation, à partir des époques auxquelles les langues dans lesquelles la Bible a été rédigée étaient devenues des langues mortes depuis longtemps. 
Les massorètes transmettaient ainsi les textes, sous forme de rouleaux ou de codex ainsi qu'un certain nombre d'autres informations : indexation et nombre d'occurrences de certains mots, etc. Plusieurs écoles en ont donné des versions différentes, mais après le Xe siècle le système d'Aharon ben Asher de Tibériade est devenu la norme.

## Histoire
Les massorètes ne sont pas les premiers agents de la Massora. À l'époque du Second Temple (Ier siècle av. J.-C. jusqu’au Ier siècle), les soferim avaient pour tâche de déterminer le contenu et la forme du texte biblique. Ils ont déterminé l'ordre du canon des livres bibliques, entériné par la Grande Assemblée, et ont procédé au découpage de leur texte en versets et en sections de lecture (parashiyot). Ils ont également introduit quelques irrégularités typographiques repères (lettres plus grandes ou plus petites que le corps du texte, suspendues, points au-dessus de certains mots, etc.) fidèlement transmises et abondamment documentées. 
D'autres marques et signes sont ajoutées au texte au fil des siècles par les amoraïm (Sages de l'ère du Talmud), comme une barre verticale (|) entre deux mots afin de les différencier, et des marqueurs d'accentuation des mots ; divers codes rédigés au VIe siècle dont le codex Hilleli, écrit par le rabbin Hillel ben Moshe ben Hillel, et le codex Muga étaient considérés comme faisant autorité en la matière tant pour la Torah (Pentateuque) que pour les Nevi'im (Livres des Prophètes) et les Ketuvim (Autres Écrits), qui n'avaient pas été aussi soigneusement conservés. Cependant, bien que mentionnés par des auteurs médiévaux, ils n'ont pu être conservés. 
De même que les soferim et leurs successeurs avaient répondu au besoin de posséder un texte écrit unifié, accepté par l'ensemble des communautés juives, les massorètes ont produit une version de vocalisation acceptée par tous. 
Cela a abouti à deux traditions différentes au Moyen Âge : celle qui était prônée par le centre babylonien (en particulier Nehardea) et celle du centre galiléen. Cette dernière tradition l'emporta sur celle des Babyloniens sauf pour le cycle de lecture de la Torah, triennal en terre d'Israël et pour les communautés juives orthodoxes, et annuel en Babylonie et dans l'ensemble des communautés juives d'aujourd'hui.